# ZIP!SUNDAY
『ZIP!SUNDAY』（ジップ!サンデー）は、2012年7月1日から秋田放送（ABS）で放送されているローカル情報番組である。2017年4月23日より再放送も開始。

## 概要
日本テレビ系列平日朝の情報番組『ZIP!』の秋田版で、「秋田発!情報エンタメ番組」と銘打っている。開始当初の放送時間は15分だったが、2020年5月31日より同じくローカル番組『ひるべん』を放送する関係から5分に短縮。

## 出演者
- 秋田放送アナウンサー
- 相場詩織（元静岡朝日テレビアナウンサー。2016年4月-）
- ほか

## 放送時間
2012年7月1日 - 2020年5月24日
- 日曜 11:40 - 11:55

再放送
- 月曜（日曜深夜） 1:55 - 2:10

2020年5月31日 -
- 日曜 11:40 - 11:45

再放送
- 月曜（日曜深夜） 1:55 - 2:00　 
毎月第3日曜には『わがまち大好き秋田市長です』放送のため、放送を休止[1]。また毎年8月下旬の『24時間テレビ「愛は地球を救う」』放送時も休止となる。

## 関連番組
- おはZIP!（中京テレビ放送）
- ZIP!FRIDAY（青森放送）
- ZIP!やまがた（山形放送)

## 注
1. ↑  2016年3月までは毎月最終日曜に『秋田ダイハツ Presents BLAU BLITZ'TV』放送のため休止だった。

| 秋田放送 日曜日11:40 - 11:55（第3日曜を除く） | 秋田放送 日曜日11:40 - 11:55（第3日曜を除く） | 秋田放送 日曜日11:40 - 11:55（第3日曜を除く） |
| 前番組                                        | 番組名                                        | 次番組                                        |
| --------------------------------------------- | --------------------------------------------- | --------------------------------------------- |
| 京の菓子ごよみ - KBS京都制作                  | ZIP! SUNDAY                                   | -                                             |